# Via delle Belle Donne
Via delle Belle Donne si trova a Firenze, dall'incrocio con via della Spada e via del Sole e piazza Santa Maria Novella.
Il curioso nome venne dato nel tardo Ottocento, unificando le precedenti via di Travigi e via della Croce al Trebbio.
Al numero 2 della strada si trova il retro di palazzo Viviani-Della Robbia, al quale seguono palazzo Larderel (numero 8), palazzo del Riccio, palazzo Mazzinghi e palazzo Aldobrandini di Lapo (numero 1), che conserva l'antica insegna dell'Ospizio della Badia di Vallombrosa: qui infatti soggiornavano i monaci vallombrosani quando si recavano a Firenze. 
Vicino al trivio (detto appunto "Trebbio", segnato da una colonna sormontata da una croce), si trova il retro di palazzo Antinori. L'ultimo tratto si immette in piazza Santa Maria Novella.